# ایستگاه خیابان یکم (متروی لس آنجلس)
ایستگاه خیابان یکم (انگلیسی: 1st Street station) یکی از ایستگاه‌های خط ای متروی لس آنجلس است. 
این ایستگاه که در سال ۱۹۹۰ تاسیس شده در سال ۲۰۱۴ و ۲۰۱۹ مورد بازسازی قرار گرفته در لانگ بیچ (کالیفرنیا) در تقاطع خیابان لانگ بیچ و خیابان یکم واقع شده است.